# Lemańskie Jodły
Lemańskie Jodły este o arie protejată (sit de importanță comunitară — SCI) din Polonia întinsă pe o suprafață de 151,3 ha, integral pe uscat.

## Localizare
Centrul sitului Lemańskie Jodły este situat la coordonatele 50°58′50″N 19°08′02″E / 50.9805°N 19.1339°E.

## Înființare
Situl Lemańskie Jodły a fost declarat sit de importanță comunitară în decembrie 2012 pentru a proteja un număr necunoscut de specii din flora spontană și fauna sălbatică aflate în arealul zonei.

## Biodiversitate
Situată în ecoregiunea continentală, aria protejată conține 1 habitat natural: Păduri de brad Holy Cross (Abietetum polonicum).
La baza desemnării sitului se află un număr nedeclarat de specii protejate.